# Dekanat Alteglofsheim-Schierling
Das Dekanat Alteglofsheim-Schierling war eins der (bis 2022) 33 Dekanate des Bistums Regensburg. Zum 1. März 2022 wurde es mit dem Nachbardekanat Donaustauf zum Dekanat Donaustauf-Schierling zusammengelegt. Es gehört zur Region I – Regensburg des Bistums.

## Liste
Zum Dekanat Alteglofsheim-Schierling gehörten die nachfolgend aufgeführten Seelsorgeeinheiten (Stand: 2013). Die „führende“ Pfarrei, meistens der Sitz des zuständigen Pfarrers und des Pfarramtes, wird zuerst aufgeführt, die an der Pfarreiengemeinschaft beteiligten Pfarreien sind durch Semikolon getrennt, alle zu einer Pfarrei gehörigen Exposituren, Benefizien und Filialen werden direkt nach der jeweiligen Pfarrei, vor dem trennenden Semikolon, aufgezählt. Die Liste ist alphabetisch nach den Ortsnamen der führenden Pfarrei geordnet.
- Pfarrei St. Bartholomäus, Aufhausen, dazugehörig Filiale St. Margareta Irnkofen und Filiale St. Johannes der Täufer Triftlfing
- Pfarrei Hl. Dreifaltigkeit, Hagelstadt, dazugehörig Filiale St. Stephan Gailsbach und Filiale Unsere Liebe Frau, Höhenberg; Pfarrei St. Johannes, Langenerling, dazugehörig Filiale St. Jakobus der Ältere, Sengkofen
- Pfarrei Mariä Himmelfahrt, Hohengebraching, dazugehörig Filiale Hl. Heinrich und Kunigunde, Großberg und Filiale St. Benedikt Oberisling; Pfarrei St. Wolfgang, Matting, dazugehörig Filiale St. Nikolaus, Graßlfing
- Pfarrei St. Michael, Köfering; Pfarrei St. Laurentius, Alteglofsheim, dazugehörig Expositur Beata Maria Virgo Scheuer und Filiale St. Petrus und Paulus, Mangolding
- Pfarrei St. Mauritius, Mintraching, dazugehörig Filiale St. Petrus, Lerchenfeld; Pfarrei St. Peter, Moosham; Pfarrei Mariä Himmelfahrt, Wolfskofen, dazugehörig Filiale St. Georg, Roith und Filiale St. Florian, Rosenhof
- Pfarrei St. Georg, Pfakofen, dazugehörig Expositur St. Michael, Allkofen, Filiale St. Jakob der Ältere, Inkofen, Filiale Mariä Himmelfahrt, Obergraßlfing und Filiale St. Johannes der Täufer und Johannes der Evangelist, Rogging
- Pfarrei St. Nikolaus, Pinkofen, dazugehörig Benefizium St. Stephan, Zaitzkofen, Filiale St. Martin, Oberdeggenbach und  Filiale St. Valentin, Unterdeggenbach; Pfarrei Mariä Himmelfahrt, Unterlaichling, dazugehörig Filiale St. Laurentius, Eggmühl
- Pfarrei St. Johannes, Riekofen, dazugehörig Benefizium St. Markus, Dengling, Benefizium Maria Immaculata, Mötzing, Filiale St. Stephan, Oberehring, Filiale St. Leonhard, Hellkofen und Filiale St. Margareta, Taimering; Pfarrei St. Martin, Schönach, dazugehörig Filiale St. Nikolaus, Dürnhart und Filiale St. Margareta, Haimbuch
- Pfarrei St. Nikolaus, Thalmassing, dazugehörig Filiale St. Pankratius, Sanding und Filiale St. Vitus, Weillohe; Pfarrei Mariä Himmelfahrt, Wolkering, dazugehörig Filiale St. Johannes der Täufer, Gebelkofen